# Josef Čerňanský
Josef Čerňanský (* 23. prosince 1943) je český politik ČSSD, počátkem 21. století poslanec Parlamentu ČR.

## Biografie
Vystudoval Vysokou školu zemědělskou v Praze. Od roku 1990 do roku 2006 byl starostou města Podbořany. V komunálních volbách roku 1994, komunálních volbách roku 1998, komunálních volbách roku 2002, komunálních volbách roku 2006 a komunálních volbách roku 2010 byl zvolen do zastupitelstva města Podbořany, k roku 1994 jako bezpartijní za Sdružení nezávislých kandidátů, v následných volbách již jako člen ČSSD. Profesně se k roku 1998 uváděl jako mechanizátor a starosta, následně k roku 2002 a 2006 coby starosta, v roce 2010 již jako důchodce.
Ve volbách v roce 2006 byl zvolen do poslanecké sněmovny za ČSSD (volební obvod Ústecký kraj). Zasedal ve sněmovním zemědělském výboru a kontrolním výboru. Ve sněmovně setrval do voleb v roce 2010. Již před plánovanými a pak odloženými předčasnými volbami v roce 2009 oznámil, že nebude kandidovat do parlamentu a že se chce věnovat rodině, přičemž jen okrajově se hodlá věnovat komunální politice.